# パスカル・ヤンセン
パスカル・ヤンセン（Pascal Jansen、1973年1月27日 - ）は、イングランド・ロンドン出身のサッカー指導者。2020年12月よりAZアルクマールの監督を務める。

## クラブ経歴
イングランドのロンドンに生まれたが、6歳のころにオランダへと移住し、ザーンダムで育った。
アヤックス・アムステルダムやAZアルクマールなどの下部組織に在籍していたが、テルスターの下部組織在籍時にサッカーを続けることが困難なほどの怪我を負い、プロサッカー選手としての夢を絶たれた。

## 指導者経歴
サッカー選手としての成功を諦めたヤンセンは、HFCハールレムからユース指導者としての仕事を貰い、サッカー指導者のキャリアをスタートさせた。
2020年12月5日、AZアルクマールは、解任したアルネ・スロットの後任としてヤンセンを選び、2020-21シーズンまでの契約を結んだ。